# 750 a.C.
Il 750 a.C. (DCCL a.C. in numeri romani) è un anno  dell'VIII secolo a.C.

## Eventi
Termina l'età del bronzo.
- Antica Britannia: Arrivano le tecniche di lavorazione del ferro.
- Persia: Deioce fonda il primo regno dei Medi, con capitale Ecbatane.
- Grecia: Sparta prende il controllo dell'intera Laconia.
- Viene scritta l'Iliade in Grecia
- Viene costruita la Diga di Ma'rib, la prima diga costruita